# ناهید جلال‌زاده
ناهید جلال‌زاده (۱۳۲۹ شیراز-) همسر محمدرضا سعادتی و از فعالان سابق سازمان مجاهدین خلق بود. او در جریان فرار سال ۱۳۵۳ از زندان قصر به همراه اشرف دهقانی حضور داشت که ناموفق بود.

## زندگی و فعالیت‌های سیاسی
جلال‌زاده در رشته روانشناسی درمدرسه عالی دختران تحصیل کرده و پس آشنایی با ماه‌منیر رضایی و مهدی رضایی جذب فعالیت در سازمان مجاهدین خلق شد و با محمدرضا سعادتی ازدواج کرد. برادران وی با سعادتی در شرکت نولکو شریک بودند. ناهید جذب کننده و رابط اولیه بین سعادتی با مهدی رضایی بود.

## دستگیری و زندان
وی پس از چند روز از آغاز زندگی مشترک با سعادتی در اردیبهشت ۱۳۵۱ دستگیر و به ۳ سال زندان محکوم شد. برادر او حمید جلال‌زاده نیز از اعضای سازمان مجاهدین خلق بود.

وی در دادگاه به سه سال زندان محکوم شد اما بیشتر از چهار زندان را تحمل کردو در سال ۱۳۵۵ با اعلام اینکه وضعیت روانی وی مناسب نیست از زندان آزادشد. او و برادرش حمید جلال‌زاده پس از انقلاب به عنوان اعضای مرکزیت سازمان مجاهدین خلق فعالیت می‌کردند. گفته می‌شود وی پس از انقلاب ایدئولوژیک سازمان مجاهدین خلق از این مجموعه جدا شد.
وی بعد از انقلاب و خروج از ایران با ابراهیم ذاکر از اعضای سازمان مجاهدین خلق و نامزد این گروه برای انتخابات اولین دوره مجلس از آبادان بود که این ازدواج نیز چندان به طول نیانجامید

## فرار از زندان قصر
در نوروز ۱۳۵۲ اشرف دهقانی به همراه ناهید جلال‌زاده و با هماهنگی قبلی با اعضای سازمان مجاهدین خلق و تصمیم به فرار از زندان در زمان ملاقات حضوری نوروزی می‌گیرند. بنا به نوشته دهقانی جلال‌زاده در هنگام فرار پس از پوشیدن چادر فرار توسط افسر نگهبان در بیرونی زندان قصر متوقف و بازداشت می‌شود اما وی می‌تواند با همکاری عفت موسوی همسر محمد محمدی گرگانیموفق به فرار از زندان شود. این امر یکی از اتفاقات مهم در مسائل امنیتی در زندان‌های دوران شاه محسوب می‌شود.